# Killer Show
Killer Show (Убийственный показ) — пятый студийный альбом японской группы Nightmare, вышедший 21 мая 2008 года.
Альбом вышел в трёх различных видах: первое издание имеет только CD; второе издание имеет CD и DVD с клипом на песню Тhe Last Show; и третье ограниченное издание имеет CD, DVD с клипом на песню White Room, а также включает в себя фотоальбом.
Песня Mebius no Yūtsu была выпущена ранее, в с сингле Dirty в качестве второй песни, а последние секунды этой песни являются началом для песни Dasei boogie, которая так же является второй песней но для сингла Jibun no Hana.
Одиннадцатая песня, «White room», была выложена для бесплатной загрузки на сайте группы.
Песня Gianism Hachi позже вошла в сборник Gianizm, который вышел 1 января 2010 года.

## Список композиций
| №   | Название                               | Автор(ы)     | Длительность |
| --- | -------------------------------------- | ------------ | ------------ |
| 1.  | «Pandora (Пандора)»                    | Сакито       | 3:02         |
| 2.  | «Dirty (Грязный)»                      | Рука         | 3:27         |
| 3.  | «the Last Show (Последний показ)»      | Рука         | 4:06         |
| 4.  | «TrickStar (Звёздный трюк)»            | Рука         | 4:04         |
| 5.  | «Mebius no Yūtsu (Меланхолия Мебиуса)» | Сакито       | 3:43         |
| 6.  | «Konoha (Листья)»                      | Рука         | 5:01         |
| 7.  | «Raison d’Etre (Смысл существования)»  | Сакито       | 3:52         |
| 8.  | «Worst (Наихудшее)»                    | Рука         | 3:53         |
| 9.  | «Gianism Hachi (Наказание)»            | Ёми; Сакито. | 3:14         |
| 10. | «General (Общий)»                      | Сакито       | 4:20         |
| 11. | «White Room (Белая комната)»           | Сакито       | 4:20         |
| 12. | «Cloudy dayz (Облачные дни)»           | Рука         | 4:35         |
| 13. | «Yasō Kyoku (Ноктюрн)»                 | Сакито       | 6:24         |

Ограниченное издание (CD + DVD)
| №  | Название               | Длительность |
| -- | ---------------------- | ------------ |
| 1. | «Тhe Last Show (клип)» | 4:06         |

Ограниченное издание (CD + DVD + фотоальбом)
| №  | Название            | Длительность |
| -- | ------------------- | ------------ |
| 1. | «White Room (клип)» | 4:20         |

## Синглы
- Raison d’Etre

Выпущен: 06 Июня, 2007
Позиция в чартах: #3
Была использована как начальная тема для аниме Claymore.
- Konoha/Cloudy Dayz

Выпущен: 03 Октября, 2007
Позиция в чартах: #4
- Dirty

Выпущен: 07 Ноября, 2007
Позиция в чартах: #8
Была использована как начальная тема для аниме Majin Tantei Nōgami Neuro.

## Место в чарте
Альбом достиг #5 строчки в хит-параде Oricon.